# Podgrad, Novo mesto
Podgrad este o localitate din comuna Novo mesto, Slovenia, cu o populație de 121 de locuitori.